# Keijo Huusko
Keijo Huusko (Kemi, 5 agosto 1980) è un ex calciatore ed ex giocatore di calcio a 5 finlandese.

## Carriera

### Club

#### Gli esordi
Huusko cominciò la carriera con la maglia del KPT-85, per poi passare ai Palloseura Kemi Kings. Vestì poi le maglie di Vaasan Palloseura, degli svedesi dell'Häcken e del TP-47.

#### Norvegia
Huusko passò poi ai norvegesi del Lyn Oslo. Debuttò nella Tippeligaen il 10 aprile 2005, sostituendo Tomasz Sokolowski nel pareggio per 1-1 contro il Fredrikstad. L'8 maggio segnò la prima rete, contribuendo al successo per 3-2 sul Rosenborg.
A fine stagione passò allo Strømsgodset, club militante in Adeccoligaen. Esordì in squadra il 9 aprile 2006, quando fu schierato titolare nel pareggio per 1-1 contro lo Hødd. Il 21 maggio segnò le prime reti, quando fu autore di una doppietta nel successo per 2-0 sul Kongsvinger. Totalizzò 23 apparizioni in squadra, in quella stagione, e segnò 6 reti: contribuì in questo modo alla promozione del club nella Tippeligaen.
Dopo un altro campionato nel Godset, Huusko si trasferì al Tromsø. Giocò il primo incontro per il club il 30 marzo 2008, quando sostituì Martin Knudsen e fornì l'assist per il gol di Douglas Sequeira, che valse il definitivo 1-1, contro il Lillestrøm. L'esperienza al Tromsø fu però tormentata dagli infortuni e lo spazio per il finlandese fu scarso.

#### Rientro in patria
Chiusa l'esperienza norvegese, Huusko firmò un contratto con il TP-47. Tornò poi ai Palloseura Kemi Kings e si accordò successivamente con il FC-88 Kemi. Passò in seguito al RoPS.

### Nazionale
Huusko conta 4 presenze per la Finlandia, con 2 reti all'attivo. Esordì il 1º dicembre 2004, andando anche in rete nel successo per 2-1 contro il Bahrein.